# Cumminsiella stolpiana
Cumminsiella stolpiana är en svampart som först beskrevs av Dietel & Neger, och fick sitt nu gällande namn av J.W. Baxter 1958. Cumminsiella stolpiana ingår i släktet Cumminsiella och familjen Pucciniaceae.   Inga underarter finns listade i Catalogue of Life.